# Srednji Dubovik (Bosanska Krupa)
Pour les articles homonymes, voir Srednji Dubovik.
Srednji Dubovik (en serbe cyrillique : Средњи Дубовик) est un village de Bosnie-Herzégovine. Il est situé dans la municipalité de Bosanska Krupa, dans le canton d'Una-Sana et dans la fédération de Bosnie-et-Herzégovine. Selon les premiers résultats du recensement bosnien de 2013, il compte 18 habitants.
Avant la guerre de Bosnie-Herzégovine, le village faisait entièrement partie de la municipalité de Bosanska Krupa ; à la suite des accords de Dayton (1995), il a été partiellement rattaché à la municipalité nouvellement créée de Krupa na Uni, intégrée à la république serbe de Bosnie.

## Démographie

### Évolution historique de la population
| 1948 | 1953 | 1961 | 1971 | 1981 | 1991 | 2013 |
| ---- | ---- | ---- | ---- | ---- | ---- | ---- |
| 634  | 636  | 678  | 596  | 402  | 327  | 18   |

|  |

### Communauté locale
En 1991, la communauté locale de Srednji Dubovik comptait 719 habitants, répartis de la manière suivante :